# José Donato Pes Pérez
José Donato Pes Pérez (Zaragoza, 7 de abril de 1943-17 de diciembre de 2022) fue un árbitro internacional de fútbol español. 

## Carrera arbitral
Después de arbitrar dos años en la Segunda división (1975-1977) ascendió a Primera División, donde ejerció durante trece temporadas (1977/78-1989/90), dirigiendo un total de 128 partidos y arbitrando también encuentros de la Copa de Europa y de la Copa de la UEFA. Un árbitro muy polémico por la manera muy especial de interpretar el reglamento.
Fue el primer colegiado en expulsar a Diego Maradona en la liga española. El jugador argentino recibió una tarjeta roja por una entrada al central Miguel Ángel en un derbi disputado entre el FC Barcelona y el RCD Espanyol jugado en el Camp Nou en la temporada 1983-84. El «Pelusa» se había cansado de recibir falta tras falta con la complacencia del colegiado hasta que tomó la justicia por su propia mano y fue cuando lo expulsó Pes Pérez.
Dirigió tres clásicos -Real Madrid CF-FC Barcelona-, en 1980, 1981 y 1982. Fue el único árbitro recusado por el Real Madrid en su historia.
Entre los partidos más polémicos que arbitró se encuentra el disputado en el estadio de Mestalla, entre el Valencia CF y el Sevilla CF (temporada 1985/86). El Valencia perdió por un penalti muy protestado. Pes Pérez se vio obligado a suspender varios minutos el encuentro a causa de una lluvia de almohadillas que le dificultaron abandonar el terreno de juego. Pese a que en las inmediaciones del estadio se habían congregado un millar de aficionados valencianistas que durante dos horas esperaron a Pes Pérez, el colegiado aragonés quiso abandonar el estadio por la puerta principal, aunque finalmente fue persuadido por la Policía y se retiró del campo por una puerta falsa.
El colegiado, que tuvo fama de polémico, sufrió en varias ocasiones el pinchazo de las cuatro ruedas de su coche.